# Inspection générale des affaires culturelles
 (mai 2023).
Si vous disposez d'ouvrages ou d'articles de référence ou si vous connaissez des sites web de qualité traitant du thème abordé ici, merci de compléter l'article en donnant les références utiles à sa vérifiabilité et en les liant à la section « Notes et références ».
L’Inspection générale des affaires culturelles (IGAC) est un service d’inspection français, dont le champ s'étend à l'ensemble du domaine culturel, placé sous l’autorité directe du ministre de la Culture.
Elle assure des missions de contrôle, de conseil ou d’évaluation. Elle peut également exercer des missions d’appui, d’audit, d’évaluation des politiques publiques, d’enquête administrative, d’expertise ainsi que des missions d’étude ou de médiation.
L’Inspection peut effectuer des missions à la demande du Premier ministre ou du ministre chargé de la Culture.
Ses missions s’exercent à l'égard des services centraux et déconcentrés, des services à compétence nationale, des établissements publics nationaux et des organismes relevant du ministère de la Culture ou bénéficiant d'un concours direct ou indirect de ses services.
Elle peut effectuer des missions à la demande d'autres autorités nationales, d'organismes publics, de collectivités territoriales, de fondations ou d'associations, d'Etats étrangers, d'organisations internationales ou de l'Union européenne sous autorisation du ministre chargé de la Culture.
L'IGAC peut réaliser des missions conjointes avec d'autres Inspections générales (IGAS, IGA, IGESR, IGF) ainsi que des missions partagées associant les Inspections spécialisées relevant des directions générales du ministère.
Un membre de l'Inspection générale des affaires culturelles peut être chargé par le ministre chargé de la culture de l'intérim de la présidence ou de la direction d'un établissement ou organisme relevant de sa tutelle ou de son pouvoir de nomination.

## Histoire
Après la création du ministère des Affaires culturelles, dirigé par André Malraux, en 1959; s'affirme la nécessité d'une Inspection générale disposant d’une compétence transversale sur l’ensemble des activités du ministère.
L'IGAC devient inspection générale rattachée auprès du ministre d'État en 1965.
En 1970, l'inspection générale prend le nom d'Inspection générale des services administratifs (IGSA).
Le corps a été créé le 22 novembre 1973, par le décret no 73-1060, sous le nom d'Inspection générale de l'administration des affaires culturelles (IGAAC).
Auparavant, il existait des inspecteurs généraux des services administratifs et un inspecteur général de la création artistique.
Dans le statut de 1973, le corps comprenait alors des inspecteurs généraux de 2e et de 1re classes. Ce statut a ensuite été modifié en 1985, en 1987, en 1989 et en 1998, les modifications touchant le mode de recrutement et la structure du corps.
Le décret de 1973 est abrogé et remplacé par le décret no 2003-446 du 19 mai 2003. Cette réforme de 2003 élargit encore les possibilités de recrutement et supprime la division entre 2e et 1re classes. Il y avait alors 19 inspecteurs, dont deux en détachement.
Le décret du 19 mai est complété par un autre décret, du 1er août 2003, sur l'organisation de l'Inspection en tant que service.
L'IGAAC devient l'IGAC par décret no 2008-144 du 15 février 2008 (ou en 2003, décret n° 2003-446 du 19 mai 2003 portant statut du corps de l’inspection générale des affaires culturelles). Elle voit ses compétences s'étendre progressivement, appuyées sur un mode de recrutement élargi.
Par le décret no 2010-1080 du 14 septembre 2010, son recrutement est étendu aux membres issus des corps des conservateurs généraux du patrimoine, des conservateurs généraux des bibliothèques, des inspecteurs et conseillers de la création et des enseignements artistiques et de l'action culturelle et des architectes et urbanistes de l'État.
Le domaine des compétences de l'IGAC est élargi aux activités relevant des médias et de la communication depuis 2010.
Le décret n°2022-1677 du 27 décembre 2022 signé par la Première ministre Élisabeth Borne et la ministre de la Culture Rima Abdul-Malak modifie l’organisation de l’Inspection générale des affaires culturelles (IGAC). Le décret modifie le mode de recrutement des nouveaux inspecteurs, la prise en compte d'un comité de coordination et renforce l'indépendance des travaux des inspecteurs et des inspectrices des affaires culturelles.

## La réforme des Inspections générales et son impact sur l'IGAC
La réforme de l’encadrement supérieur de la fonction publique de l’État s’est traduite par la création, par le décret no 2021-1550 du 1er décembre 2021, du corps des administrateurs de l’État et par la mise en extinction, à compter du 1er janvier 2023, des corps des préfets et sous-préfets et de tous les corps d’Inspection générale et de contrôle de l’État, dont celui de l’Inspection générale des affaires culturelles.
Le décret no 2022-335 du 9 mars 2022 relatif aux services d’inspection générale et de contrôle et aux emplois au sein de ces services est venu préciser les conditions de mise en œuvre du statut d’emploi désormais dévolu à l’ensemble des inspections générales.
À partir du 1er janvier 2023, les emplois d’Inspection générale sont ainsi pourvus par voie de détachement pour les titulaires, par contrat pour les non titulaires, pour une durée maximale de cinq ans renouvelable, sans que la durée d'exercice de ces fonctions puisse excéder dix ans.
Les recrutements se font désormais dans trois groupes d’emploi, en fonction du niveau des missions susceptibles d'être confiées, du degré d'expertise exigé ou de la diversité du parcours professionnel antérieur.
La durée initiale maximale d’occupation de l’emploi d’inspecteur général des affaires culturelles est fixée à cinq ans, renouvelable sans que la durée d’exercice continue des fonctions dans l’emploi concerné puisse excéder dix ans.
La durée initiale maximale d’occupation de l’emploi d’inspecteur des affaires culturelles est fixée à trois ans, renouvelable sans que la durée d’exercice continue des fonctions dans l’emploi concerné puisse excéder dix ans.
Les Inspecteurs généraux des affaires culturelles présents dans le corps au 1er janvier 2023 peuvent en rester membres (clause dite « du grand père), ou demander à être intégrés dans le corps des administrateurs de l’État. En ce cas ils sont détachés de plein droit dans le nouveau statut d’emploi. Ce droit d’option leur est ouvert pendant un an, du 1er janvier au 31 décembre 2023.
En outre, le décret du 9 mars 2022 prévoit qu'un décret définisse l'organisation et les missions de chaque service d'inspection générale ou de contrôle et précise les conditions et méthodes de travail permettant de garantir l'indépendance et l'impartialité des travaux des Inspecteurs. L'IGAC a élaboré un projet de décret, en lien avec le Secrétariat général du ministère et les autres services d'inspection générale et de contrôle, pour adapter le décret no 2003-729 du 1er août 2003 qui régissait jusqu'ici son organisation, en vue d'une entrée en vigueur au 1er janvier 2023.

## Missions
L'Inspection générale des affaires culturelles a des missions : 
- d'inspections et d'évaluation d'organismes et de dispositifs publics relevant du ministère de la Culture
- réalisations d'audits interne et d'évaluation des politiques publiques culturelles
- d'Inspection santé-sécurité au travail
- de conseil à la décision publique
- de représentation et d'intérim dans d'autres entités et services administratifs

### La Mission ministérielle d'audit interne (MMAI)
L'audit interne vise à offrir à chaque ministre une assurance quant au niveau de contrôle des risques liés à la gestion des politiques publiques relevant de ses services, en évaluant les dispositifs de contrôle interne sur l'ensemble des fonctions et métiers du ministère de la Culture et fournir des conseils pour son amélioration. Un comité ministériel définit la programmation annuelle des audits.
Instaurées par décret n°2011-775 du 28 juin 2011, abrogé par décret n° 2022-634 du 22 avril 2022, les missions de contrôles et audits internes de l'État ont été renforcées. Le décret vise à renforcer l'efficacité et l'impact des démarches de contrôle et d'audit internes en établissant les règles applicables aux activités de contrôle et d'audit internes au sein de l'administration de l'État.
L'objectif est d'assurer une gestion plus efficace des risques, d'améliorer la transparence et la responsabilité dans l'administration de l'État et favoriser une utilisation plus efficiente des ressources publiques.
Le programme des missions d'audit interne est établi sur une base pluriannuelle par le comité ministériel d'audit interne (CMAI), présidé par la ministre de la Culture ou son représentant, le directeur du cabinet. Ce programme est régulièrement mis à jour lors de chaque réunion du CMAI, en se basant sur les cartographies des risques en cours d'élaboration au sein des services. Ces cartographies des risques sont validées par le comité de maîtrise des risques (CMR), mis en place à l'automne 2021 et dirigé par la mission du contrôle interne pour la maîtrise des risques (MCIMR) du Secrétariat général du ministère de la Culture.

### La Mission santé-sécurité au travail (MISST)
Les Inspecteurs santé sécurité au travail (ISST) sont rattachés fonctionnellement à l’Inspection générale des affaires culturelles depuis 2004.
Ce rattachement permet de préserver leur indépendance, l’objectivité de leurs constats et de favoriser l’effectivité de leurs recommandations.
Les ISST exercent leurs missions dans le cadre défini par le décret no 82-453 modifié du 28 mai 1982 relatif à l’hygiène et la sécurité du travail ainsi qu’à la prévention médicale dans la fonction publique, notamment celle de contrôler les conditions d’application des règles des livres I à V de la quatrième partie du Code du travail.
Ils effectuent les missions suivantes : 
- conseil et expertise, en appui aux chefs de service, aux assistants et conseillers de prévention dans l’élaboration et la mise en œuvre de leur démarche de prévention
- animation (information, conseil, formation) des acteurs de la prévention

Sous l'autorité du chef de service de l'IGAC, Rémi Tomaszewski, Inspecteur général des affaires culturelles, coordonne cette mission depuis l'été 2022.

## Composition et organisation
Le corps des Inspecteurs est constitué de 27 membres dont 3 chargées de mission d’Inspection générale.
Pour les 13 DRAC et les 4 DAC, un à deux référent IGAC est nommé, sous la coordination d'un correspondant du département de l'action territoriale.
Le corps des Inspecteurs santé-sécurité au travail se compose de 5 membres.
L’audit interne est composé de 2 membres.

## Chefs
- 1982-1985 : Marcel Drouineau
- 1985-1987 : Robert Boyer
- 1987-1991 : Jacques Müllender
- 1991-1998 : Christian Pattyn
- 1998-2001 : Francine Mariani-Ducray
- 2001-2003 : André Larquié
- 2003-2007 : Jacques Charpillon
- 2007-2011 : Patrick Olivier
- 2011-2022 : Ann-José Arlot
- Depuis le 5 décembre 2022 : Laurence Tison-Vuillaume[5]